# Депутатська група «Демократичні ініціативи»
Парла́ментська депута́тська гру́па «Демократи́чні ініціативи» — група, створена у ВР України IV скликання у червні 2002 року.
лідер депутатської групи Степан Гавриш.
«Демократичні ініціатіви», створену в червні 2002 року, входили 22 депутати Верховної Ради, обрані в мажоритарних округах. До групи також увійшли депутати, які покинули фракцію «Наша Україна» під час обрання Володимира Литвина на посаду спікера парламенту. Крім того, в групу входить колишній спікер Верховної Ради Іван Плющ і колишній генеральний прокурор Михайло Потебенько. При створенні групи в її будову закладений принцип відсутності консолідованого рішення по голосуваннях в парламенті, і тим самим депутатам надано право самостійно визначатися з найважливіших питань. Велика частина депутатів групи «Демократичні ініціативи» входить до складу провладної парламентської більшості.
Група підписала угоду про партнерство і співпрацю з лідером «Регіонів Росії» Олегом Морозовим, що перебував в Україні з дводенним візитом. Мала намір створити політичну партію за прикладом фракції Державної думи Росії «Регіони Росії».